# Michael Adkins
Michael Adkins (* um 1980 in Sarnia, Ontario) ist ein kanadischer Jazzmusiker (Tenorsaxophon). 

## Leben und Wirken
Adkins kam durch seine Saxophon spielende ältere Schwester zum Jazz; durch dessen Freund entdeckte er die Musik von John Coltrane. Seit den 2000er-Jahren lebt er in New York City und arbeitete seitdem mit Paul Motian, einer dessen letzter Working Band er angehörte und mit dem er u. a. im Village Vanguard auftrat. Unter eigenem Namen spielte er zwei Alben ein, Infotation (Semblance, 2005, mit John Hébert und Ian Froman) und Rotator (HatHut Records, 2008, mit Russ Lossing, John Hébert und Paul Motian), das vom britischen Fachmagazin Wire zu den Top-Alben des Jahres 2008 gezählt wird.